# آیوار لیلوره
آیوار لیلوره (استونیایی: Aivar Lillevere؛ زادهٔ ۲۳ ژانویهٔ ۱۹۶۲) بازیکن سابق و مربی فوتبال اهل استونی است.
از باشگاه‌هایی که در آن بازی کرده‌است می‌توان به باشگاه فوتبال ویلیاندی تولویک اشاره کرد.